# Nicklas Wiberg
Nicklas Wiberg (né le 16 avril 1985 à Stockholm) est un athlète suédois, spécialiste du décathlon.
Il est originaire d'Öland.
Sa meilleure performance a été obtenue lors du meeting de Götzis 2009 en 8 213 points, le 31 mai.
Il avait remporté les Championnats d'Europe junior d'athlétisme 2003.